# Атго
Атго (англ. Athgoe; ирл. Áth Gó) — пригород в Ирландии, находится в графстве Южный Дублин (провинция Ленстер). Пригород расположен между Ньюкаслом и автотрассой N7 (Дублин — Лимерик).
Атго — сельское поселение, начинающееся на холме Атго и тянущееся до границы с Килгэром. Основой жизнедеятельности является выращивание овец и крупного рогратого скота. Название местности дал брод, или поток, ведущий к морю. В настоящее время этот поток является небольшим ручьём, стекающим с холма Атго и впадающим в реку Камак (приток Лиффи) на востоке.
Основной достопримечательностью пригорода является хорошо сохранившееся двухэтажное здание Атго-Парк, построенное в 1800 году. Северо-западнее парка расположены руины замка Атго, построенного в XVI веке.